# Betthorus
Betthorus, (en arabe بيتثورس, Bittors), également nommé Betthoro ou Lejjun, est une fortresse romaine du Limes Arabicus. Elle se trouve en Jordanie à El-Lejjun, dans le gouvernorat de Karak sur le plateau aride de Moab. Bâtie à la fin du IIIe siècle, elle est la base d'une légion romaine jusqu'au Ve siècle. Elle est abandonnée au VIe siècle et tombe en ruine. Elle est fouillée de 1980 à 1989 dans le cadre du Central Limes Arabicus Project.

## Localisation
Le site est situé en Jordanie, dans le gouvernorat de Karak, au nord-est de la ville moderne d'Al-Karak.
Le camp romain de Betthorus est implanté à environ 35 km à l'est de la mer Morte, sur le plateau de Moab, à proximité du wadi Lejjun, petit affluent du wadi el-Mujib (l'antique Arnon) qui lui donne son nom arabe moderne.

## Histoire

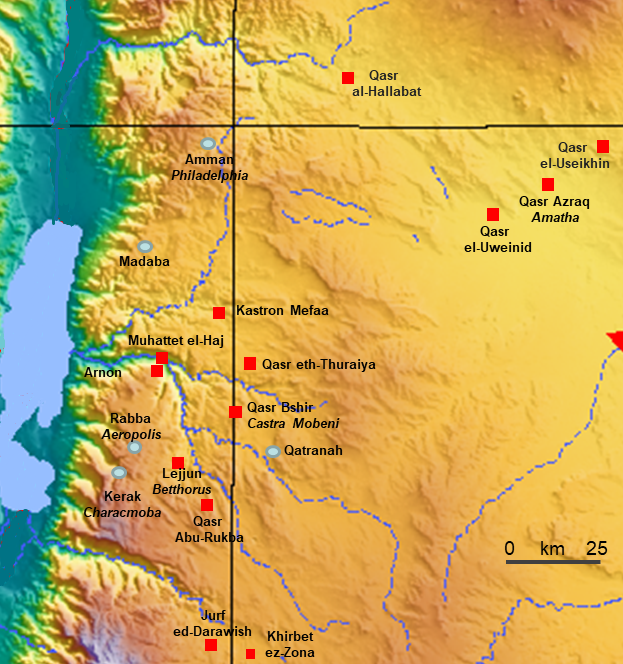
Carte du limes Arabicus en Jordanie, partie centrale du dispositif militaire autour de Betthorus/Lejjun.

La fin du IIIe siècle, la pression de tribus nomades venues de la péninsule arabique se fait sentir à l'est de la mer Morte, dans la région de l'Arnon (actuel wadi el-Mujib). Dioclétien, présent en Syrie en 290, fait restaurer les voies de communication et construire une série de forts pour assurer la surveillance des nomades saracènes et la protection des populations sédentaires.
Le fort de Bettorus est construit vers 300 sur un site vierge d'occupation antérieure, pour servir de base à de la Legio IIII Martia, avec entre 1 000 et  3 000 soldats approximativement. Cette base principale est complétée à 1,5 km de distance par la tour de guet de Rujm Beni Yasser, sur une colline à l'est, et par un fortin secondaire, Khirbet el-Fityan (de) , à 2,5 km de distance au nord-ouest. Un vicus, village civil, se constitue à l'ouest du fort.
À la fin du IVe siècle, les archéologues constatent que l'occupation de Betthorus s'est réduite de moitié. Les monnaies trouvées dans un enclos du vicus voisin du fort s'étalent entre 297-298 et 337-340, ce qui montre une destruction et un abandon peu après 340. Ce rétrécissement pourrait s"expliquer par le prélèvement d'une partie de l'effectif frontalier par Constantin, ou bien par la mobilisation de Julien pour sa campagne de 363. Une autre cause possible est le puissant séisme de 363 frappe la région et ravage Pétra. Parker lui attribue la destruction de casernes de la forteresse et leur reconstruction partielle, limitée à quatre baraquements.
La Notitia Dignitatum, document militaire de l'administration impériale rédigé entre 400 et 429, mentionne  un praefectus legionis quartae martiae Betthoro (« préfet de la quatrième légion Martia »),.
Une petite église est bâtie dans le périmètre du fort par dessus les vestiges d'un édifice antérieur, à la fin du Ve siècle d'après la datation de monnaies trouvées dans les fondations. Elle est rénovée au début du VIe siècle, sans que les archéologues ne trouvent de trace de décoration intérieure, telle que peinture ou mosaique. Elle indique la christianisation d'une partie de la garnison.
Les études archéologiques constatant l'abandon des sites suggèrent la démobilisation des troupes stationnées à Lejjun et dans les autres garnisons sous vers 530, sous Justinien qui confie la défense aux tribus arabes des Ghassanides.
Les bâtiments du fort tombent en ruine, probablement touchés par le séisme de 551. Une présence omeyyade intermittente est observée pour la fin du VIIe siècle et au VIIIe siècle, ainsi que des tombes bédouines parmi les décombres .

## Architecture
Dans sa typologie des forts romains en Jordanie, Samuel Thomas Parker classe Betthorus/Lejjun dans la catégorie des froteresses à tours saillantes en forme de U, catégorie partagée avec la forteresse de Urdhruh, à l'est de Pétra.

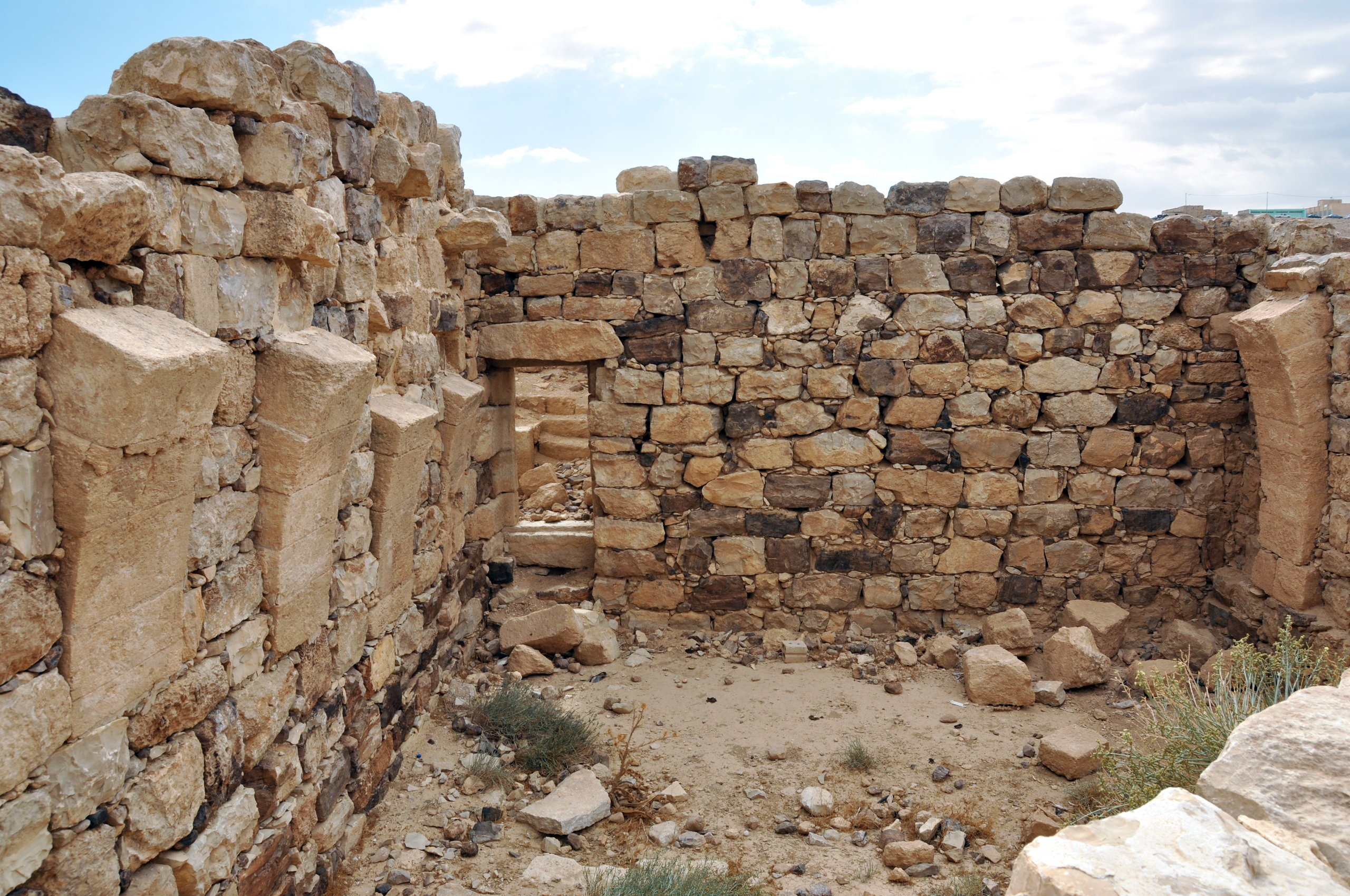
Tour nord, intérieur d'une des pièces du rez-de-chaussée.

La forteresse occupe un rectangle de 242 × 190 mètres de longueur orientée est-ouest, soit une emprise au sol de 4,6 hectares. Elle est entourée d'un mur de 2,4 m d'épaisseur, flanqué de quatre tours d'angle semi-circulaires en saillie et de vingt tours en U dépassant la courtine. Une tour d'angle se relie à la courtine par un mur droit de 6 m et s'incurve en un demi-cercle de 19 m de diamètre, suivant un plan en saillie en usage dans les fortifications romaines de la fin du IIIe siècle et du IVe siècle. Chaque niveau de la tour est divisé en quatre par un escalier de pierre et trois pièces. Les plafonds sont soutenus par des arches en pierre.
Une porte s'ouvre au centre de chaque rempart,, avec une large ouverture encadrée de deux plus petites.
Les voies partant des quatre portes se croisent au centre du fort, à l'emplacement classique des principia (quartier général) dans un quadrilatère de 63 × 52,5 mètres s'ouvrant à l'est sur une porte monumentale et entourant une cour intérieur, une série de pièces à fonction administrative, un office (officium), identifié comme tel d'après les débris de vaisselle de cuisine et d'os d’animaux carbonisés, et le sanctuaire de la légion (aedes), dont l'entrée fait face à la porte des principia.
Les baraquements des soldats occupent la moitié est et une partie de la moitié ouest du fort. Le fort abrite d'autres bâtiments communs : des bains, une église, un entrepôt, un réservoir. Les bains, situés contre le mur nord et à l'est de la porte nord sont équipés de latrines collectives et de pièces sur hypocauste.

Plans de Betthorus
Remparts nord du fort. Tours d'angle semi-circulaires, tours intermédiaire en U.
Détail de la porte nord.
Plan détail des bains.

Dans le quadrant nord-ouest et près de la porte nord, se trouve une église avec une abside à l'est. De plan basilical à trois nefs, elle occupe environ 24 × 13 mètres, narthex inclus, ce qui est une dimension modeste pour la région.
Le vicus, village civil associé à la forteresse, comprend un enclos bâti en pierres brutes ou taillées sur un plan trapézoïdal (35 × 28 mètres). Il s'organise en une série de pièces ouvertes sur une cour centrale, cinq pièces sur la  côté ouest, trois sur les côtés nord et sud, avec une seule entrée au nord-est, surveillée par une pièce dédiée à un gardien. Le seuil de l'entrée est très usé et montre les pivots d'une porte à deux battants. Les pièces sont couvertes d'une voûte sur arcades, et comportent  un étage. Les traces d'enduit intérieur prouvent que ces locaux n'étaient pas destinées à des animaux ou du matériel grossier. Les artéfacts trouvés lors de la fouille du bâtiment sont peu nombreux (rares céramiques, charbons, restes osseux) sauf près de la pièce du gardien ou inexistants (outils, déchets d'activité artisanale).
Le fouilleur P. Crawford conclut à une fréquentation intermittente en séjours brefs, et interprète l'enclos comme un relai caravanier (mansio), protégé par la forteresse voisine.

## Recherches archéologiques
En 1980 débute le Central Limes Arabicus Project, impulsé par l'université d'État de Caroline du Nord et le Centre américain de recherches orientales d'Amman. Au cours de cinq campagnes de repérages, de sondages et de fouilles, en 1980, 1982, 1985, 1987 et 1989, le secteur à l'est de la mer Morte va être étudié pour comprendre le système défensif romain centré autour du grand camp de Lejjun implanté sur le plateau de Moab et complété par une série de tours de surveillance et de fortins.